# Булак (Абайская область)
Булак (каз. Бұлақ) — село в Жанасемейском районе Абайской области Казахстана. Входит в состав Новобаженовского сельского округа. Код КАТО — 632853300.

## Население
В 1999 году население села составляло 729 человек (364 мужчины и 365 женщин). По данным переписи 2009 года, в селе проживало 675 человек (331 мужчина и 344 женщины).